# Dwars door België 1953
De negende editie van Dwars door België werd verreden op zaterdag 18 en zondag 19 april 1953. Deze editie ging over drie etappes en het eindklassement was weer op basis van tijd in plaats van punten zoals in 1952.

## 1e etappe

### Wedstrijdverloop
De start van de 1e etappe lag in Waregem en de finish in Eisden. De afstand bedroeg 230 km. Er gingen 115 renners van start in Waregem. Het bleef lang gesloten en pas in Ternat ontstond er een kopgroep van 4 renners die al snel 1'10" op het peloton hadden. In Sint Truiden kwam alles weer samen. Er vormde zich een kopgroep van 17 renners die samen Eisden bereikten, Wagtmans was de snelste in de sprint en won deze etappe. Hij was de eerste buitenlander die een rit wist te winnen in Dwars door België.

### Hellingen
Voor zover bekend moesten de volgende hellingen in de 1e etappe beklommen worden:

### Uitslag
| Plaats  | Naam            | Ploeg | Tijd     |
| ------- | --------------- | ----- | -------- |
| Winnaar | Wout Wagtmans   |       | 6u47'00" |
| 2       | Jan De Valck    |       | z.t.     |
| 3       | Constant Ockers |       | z.t.     |

## 2e etappe

### Wedstrijdverloop
De 2e etappe ging een dag later van Eisden terug naar Waregem, de afstand bedroeg 205 km. Er gingen 85 renners van start in Eisden. Onmiddellijk werd er volop aangevallen. Rond Aalst reden 2 renners vooruit (Zagers en Bogaerts), Mathijs volgde op 3 minuten en de rest op 5 minuten. Maar in Oombergen was alles weer samen. In Zingem demarreerde de leider in het klassement Wagtmans. Zijn ploegmaat Van Est deed het afstopwerk in de achtergrond en Wagtmans won ook deze etappe. Van Est wist in de lokale ronde ook nog te ontsnappen en werd zo 2e. 

### Uitslag
| Plaats  | Naam               | Ploeg | Tijd     |
| ------- | ------------------ | ----- | -------- |
| Winnaar | Wout Wagtmans      |       | 5u14'00" |
| 2       | Wim van Est        |       | op 1'11" |
| 3       | Maurice Stroobants |       | op 1'22" |

## 3e etappe

### Wedstrijdverloop
De 3e etappe was een tijdrit rond Waregem, de afstand bedroeg 29 km. De tijdrit werd op dezelfde dag verreden als de 2e etappe.
Van Est won de tijdrit. Opvallend was dat Wagtmans te Tiegem opgaf. Schotte die in de 1e etappe 4e werd, eindigde in de 2e etappe in de groep achter Van Est, werd in de 3e etappe 2e en won zo het eindklassement. 

### Hellingen
Voor zover bekend moesten de volgende hellingen in de 3e etappe beklommen worden:

### Uitslag
| Plaats  | Naam               | Ploeg | Tijd     |
| ------- | ------------------ | ----- | -------- |
| Winnaar | Wim van Est        |       | 43'54"   |
| 2       | Briek Schotte      |       | op 2'50" |
| 3       | Arthur Cleenewerck |       | op 3'18" |

## Eindklassement
| Plaats  | Naam               | Ploeg | Tijd      |
| ------- | ------------------ | ----- | --------- |
| Winnaar | Briek Schotte      |       | 12u49'08" |
| 2       | Adriaan Voorting   |       | op 30"    |
| 3       | Marcel De Mulder   |       | op 42"    |
| 4       | René Mertens       |       | op 1'18"  |
| 5       | Antoon De Keyser   |       | op 1'28"  |
| 6       | Marcel Hendrickx   |       | op 1'30"  |
| 7       | Arthur Cleenewerck |       | op 1'38"  |
| 8       | Wim van Est        |       | op 1'45"  |
| 9       | Jan De Valck       |       | op 2'36"  |
| 10      | Jozef Lefevre      |       | op 3'16"  |

1945 · 1946 · 1947 · 1948 · 1949 · 1950 · 1951 · 1952 · 1953 · 1954 · 1955 · 1956 · 1957 · 1958 · 1959 · 1960 · 1961 · 1962 · 1963 · 1964 · 1965 · 1966 · 1967 · 1968 · 1969 · 1970 · 1971 · 1972 · 1973 · 1974 · 1975 · 1976 · 1977 · 1978 · 1979 · 1980 · 1981 · 1982 · 1983 · 1984 · 1985 · 1986 · 1987 · 1988 · 1989 · 1990 · 1991 · 1992 · 1993 · 1994 · 1995 · 1996 · 1997 · 1998 · 1999 · 2000 · 2001 · 2002 · 2003 · 2004 · 2005 · 2006 · 2007 · 2008 · 2009 · 2010 · 2011 · 2012 · 2013 · 2014 · 2015 · 2016 · 2017 · 2018 · 2019 · 2020 · 2021 · 2022 · 2023 · 2024

Lijst van beklimmingen